# Ramblers FC
El Ramblers es un equipo de fútbol de Namibia que juega en la Premier League de Namibia, la liga de fútbol más importante del país.

## Historia
Fue fundado en el año 1945 en la ciudad de Pionierspark con el nombre Windhoek Optics Ramblers, el cual ha sido campeón de liga en 1 ocasión y ha ganado el torneo de copa en 1 ocasión.
A nivel internacional ha participado en sólo 1 torneo continental, la Copa Africana de Clubes Campeones del año 1993, donde fue eliminado en la ronda preliminar ante el Costa do Sol de Mozambique.

## Palmarés
- Premier League de Namibia: 1

1992
- NFA-Cup: 1

2005

## Participación en competiciones de la CAF
| Temporada | Torneo                            | Ronda      | Club            | Casa | Visita | Global |
| --------- | --------------------------------- | ---------- | --------------- | ---- | ------ | ------ |
| 1993      | Copa Africana de Clubes Campeones | Preliminar | CD Costa do Sol | 0-0  | 1-2    | 1-2    |

## Jugadores

### Jugadores destacados
| - Lutz Pfannenstiel - Charlie Aoseb - Raymond Awaseb - Henrico Botes - Victor Helu - Quinton Jacobs - Samson John - Lazarus Kaimbi - Rudi Louw - Patrick M'Kontawana | - Steve Mbemukenga - Dylan Mieze - Erastus Ndjavera - Nico Nicodelis - Michael Pienaar - Oliver Risser - Wilko Risser - Dokkies Schmidt - Esau Tjiuoro - Arend von Stryk |

## Entrenadores destacados
- Peter Hyballa (2002–03)
- Lutz Pfannenstiel (2009–10)
- Tiro Thabanello
- Tollie van Wyk